# John Forbes-Robertson
John Forbes-Robertson (* 10. Mai 1928 in Worthing, Sussex, Großbritannien; † 14. Mai 2008 in London) war ein britischer Schauspieler. Seine wohl populärste Rolle war die des Grafen Dracula in Hammers letztem Vampirfilm Die 7 goldenen Vampire.

## Leben
John Forbes-Robertson wurde in Worthing, West Sussex in eine Theaterfamilie geboren. Sein Großonkel war der gefeierte, 1913 geadelte, Shakespeare-Darsteller Sir Johnston Forbes-Robertson. Da seine Eltern oft auf Tournee waren, wuchs er zusammen mit seinem älteren Bruder und seiner jüngeren Schwester bei seinen Großeltern auf. Seine ersten Bühnenerfahrungen sammelte er am Intimate Theatre und am Birmingham Repertory Theatre.
Forbes-Robertson hatte eine Reihe von Auftritten in Fernsehserien wie Simon Templar und Mit Schirm, Charme und Melone, sowie im Radio und spielte zahlreiche Theaterrollen. 1974 spielte er in einer kleinen aber charismatischen Nebenrolle in der TV-Miniserie QB VII, basierend auf dem realen Fall des Wladislaw Dering, einem respektierten Arzt der wegen angeblicher Grausamkeiten während des Zweiten Weltkrieges angeklagt wurde. Forbes-Robertson spielte den Vorsitzenden der Geschworenen, der dem von Anthony Hopkins dargestellten Arzt Schadensersatz in Höhe von einem halben Penny zuspricht. In der Folge war Forbes Robertson wiederholt als Arzt, Polizist oder Militäroffizier zu sehen.
1970 trat Hammer-Produzentin Aida Young an ihn heran, um mit ihm über die Möglichkeit Christopher Lee als Dracula-Darsteller nachzufolgen, zu verhandeln. Zunächst spielte er eine stumme, aber beeindruckende Rolle als vampirischer schwarz gekleideter Mann in Gruft der Vampire. Schließlich sagte Forbes-Robertson zu, und spielte an der Seite von Peter Cushing den Grafen Dracula in Die 7 goldenen Vampire, dem endgültig letzten Dracula-Film von Hammer. Der Film sollte der Todesstoß für die Hammer-Filmproduction werden, dennoch äußerte Forbes-Robertson später, dass er sich glücklich schätzte, einen so populären Film-Charakter gespielt zu haben.
John Forbes-Robertson spielte kleinere Rollen in mehreren großen Filmen, darunter auch in der Agentenparodie Casino Royale (1967) an der Seite von David Niven, Peter Sellers und Orson Welles. Er war froh über seine Mitarbeit in Room 36, einem Independent-Horrorfilm von 2004. Allerdings wurde er merklich in zunehmendem Maße gebrechlich. Seine letzte Arbeit war seine Mitarbeit an dem retrospektiven Dokumentarfilm The Legend Of Hammer - Vampires von 2007.
Abseits der großen Leinwand lebte er in Hanwell, West London, wo er häufig auf dem Antiquitätenmarkt in der Portobello Road anzutreffen war. Forbes-Robertson war auch begeisterter Segler und obwohl er nie heiratete, traf er sich doch regelmäßig mit den Tänzerinnen des berühmten Windmill Theatre in Soho.
John Forbes-Robertson verstarb vier Tage nach seinem Geburtstag im Alter von achtzig Jahren. Er hinterlässt zwei Nichten und zwei Neffen.

## Filmographie (Auswahl)
- 1956: Das Baby auf dem Schlachtschiff (The Baby and the Battleship)
- 1956: Panzerschiff Graf Spee (The Battle of the River Plate)
- 1962–1966: Simon Templar (The Saint, Fernsehserie, 1 Folge)
- 1963: Alibi des Todes (Girl in the Headlines)
- 1963: Der Partner (The Partner)
- 1965: Bunny Lake ist verschwunden (Bunny Lake Is Missing)
- 1970: Task Force Police (Softly Softly: Task Force, Fernsehserie, 1 Folge)
- 1970: Gruft der Vampire (The Vampire Lovers)
- 1970: Cromwell – Der Unerbittliche (Cromwell)
- 1971: Jason King (Fernsehserie, 1 Folge)
- 1971: Nikolaus und Alexandra (Nicholas and Alexandra)
- 1973: In der Schlinge des Teufels (The Vault of Horror)
- 1974: Die 7 goldenen Vampire (The Legend of the 7 Golden Vampires)
- 1975: Wie man sein Leben lebt (The Naked Civil Servant, Fernsehfilm)
- 1975: Thriller (Fernsehserie, 1 Folge)
- 1975–1977: Poldark (Fernsehserie, 3 Folgen)
- 1976: Mit Schirm, Charme und Melone (The New Avengers, Fernsehserie, 1 Folge)
- 1981: Die schwarze Mamba (Venom)
- 1984: Agentin mit Herz (Scarecrow and Mrs. King, Fernsehserie, 1 Folge)
- 1984: Palast der Winde (The Far Pavilions)
- 1985: Lifeforce – Die tödliche Bedrohung (Lifeforce)
- 2004: Room 36
- 2007: The Legend Of Hammer – Vampires (Dokumentarfilm)